# Ove Rübsamen
Ove Rübsamen  (* 23. Oktober 1956 in Solna) ist ein ehemaliger schwedischer Fußballspieler. In 161 Spielen in der Allsvenskan gelangen dem Offensiv-Allrounder 23 Tore.

## Laufbahn
Rübsamen begann mit dem Fußballspielen bei Helenelunds IK. 1974 wechselte er in die Jugend von Djurgårdens IF, wo er ein Jahr später in der Allsvenskan debütierte. Nach einem Jahr Erstligafußball kehrte er jedoch zu seinem Heimatverein zurück.
Bei Helenelunds IK blieb er nur ein Jahr und wechselte abermals in die erste schwedische Liga. Neuer Arbeitgeber wurde mit AIK der Erzrivale von DIF. Schnell konnte er sich einen Stammplatz im linken Mittelfeld erkämpfen, dennoch war sein erstes Jahr beim Klub turbulent. Beim Derby mit DIF kam es zu einer Rangelei mit Gegenspieler Vito Knezevic, der ihm ein blaues Auge verpasste. Zudem musste er beim Spiel gegen IFK Norrköping zwischen die Pfosten, als sich der Torwart Leif Karlsson verletzte und das Auswechselkontingent bereits ausgeschöpft war. Rübsamen kassierte in 27 Spielminuten drei Tore und das Spiel wurde mit 0:5 verloren.
Im Laufe des folgenden Jahres rückte Rübsamen in der taktischen Aufstellung bei AIK weiter nach vorne und lief zeitweilig als Stürmer. Am 7. August 1978 gelang ihm beim 4:2-Erfolg über Kalmar FF sein erster Erstligatreffer für AIK, am Ende der Spielzeit standen sechs Saisontore zu Buche. In der Spielzeit 1979 machte er weniger als Torschütze Schlagzeilen. In einer Saison wurde er zweimal des Feldes verwiesen.
Da AIK nur einen Abstiegsplatz belegen konnte, spielte Rübsamen mit dem Klub 1980 nur noch zweitklassig. Hier fand er jedoch in die Erfolgsspur zurück und war mit elf Saisontoren einer der Garanten für den direkten Wiederaufstieg.
Unter dem neuen Trainer Rolf Zetterlund gehörte Rübsamen auch in der ersten Liga weiter zum Stammpersonal. Zunächst spielte die Mannschaft gegen den Abstieg und Rübsamen gehörte weiterhin zu den besten Torschützen des Vereins. Konnte in der Spielzeit 1982 erst in der Relegation der Klassenerhalt geschafft werden, wusste die Mannschaft im folgenden Jahr zu überraschen. Mit vier Saisontoren trug Rübsamen zum ersten Platz in der Liga teil. In der anschließenden Meisterschaftsendrunde kam er in allen vier Spielen von AIK zum Einsatz und erzielte sowohl beim 5:2-Sieg über Hammarby IF zum Auftakt, als auch im Halbfinale gegen IFK Göteborg jeweils ein Tor. Nach einer 0:3-Hinspielniederlage war jedoch ein 2:0-Rückspielerfolg gegen die Göteborger zu wenig für einen möglichen Finaleinzug. Auch im folgenden Jahr zog AIK in die Endrunde ein. Allerdings verlor man bereits in der ersten Runde gegen IFK Norrköping und Rübsamen blieb in beiden Spielen ohne Torerfolg. Mit einem fünften Platz in der Liga und damit der verpassten Qualifikation für die Endrunde verabschiedete sich Rübsamen nach 148 Erstligaspielen und 21 Erstligatoren von AIK und kehrte zu Helenelunds IK zurück.
1994 übernahm Rübsamen seinen ersten Trainerjob beim Amateurklub Rotebro IS. 1996 wechselte er zu IK Bele, ehe er 1997 seinen Mutterklub Helenelunds IK übernahm. 1998 beendete er seine Trainerlaufbahn. Zusätzlich zu seiner Trainertätigkeit engagierte sich Rübsamen auch als Abteilungsleiter und Vorsitzender bei seinem Heimatklub.